# Geestland
Geestland är en stad i Landkreis Cuxhaven i förbundslandet Niedersachsen i Tyskland. Kommunen bildades 1 januari 2015 genom sammanslagning av de nio tidigare kommunerna Langen, Bad Bederkesa, Drangstedt, Elmlohe, Flögeln, Köhlen, Kührstedt, Lintig och Ringstedt.